# جبل أسو

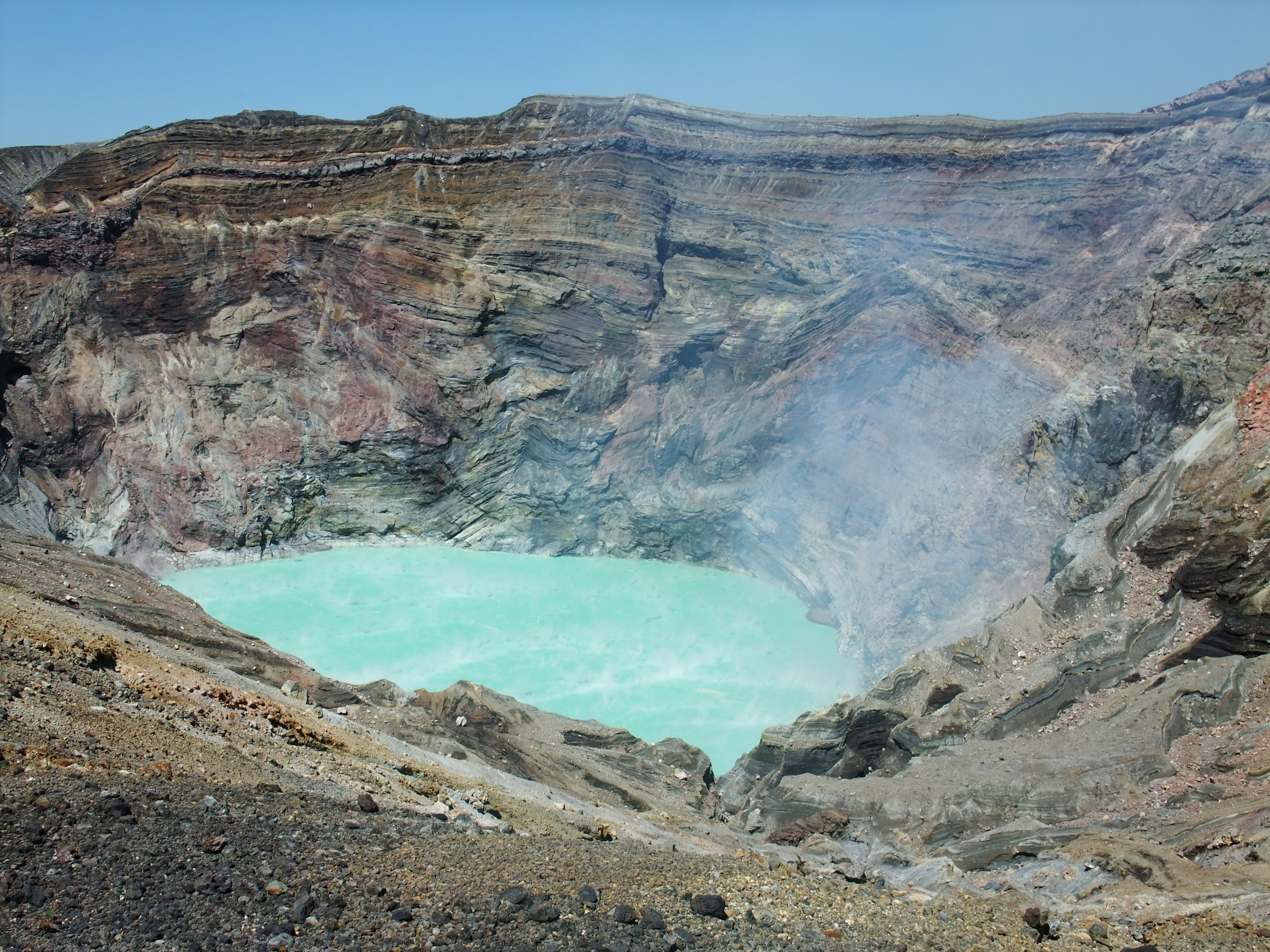
فوهة تبخير جبل ناكا

جبل أسو (باليابانية: 阿蘇 山 ، آسو سان) هو أكبر بركان نشط في اليابان ، وهو من بين أكبر البراكين في العالم. يقع في حديقة أسو كوجو الوطنية بمحافظة كوماموتو بجزيرة كيوشو. يبلغ ذروته 1592 مترًا أي مايعادل (5,223 قدمًا) فوق مستوى سطح البحر. يحتوي جبل أسو على بحيرة بركانية(كالديرا) كبيرة نسبيًا (25 كيلومترًا(16 ميلاً) من الشمال إلى الجنوب و18 كيلومترًا(11 ميلًا) من الشرق إلى الغرب) بمحيط يبلغ حوالي 120 كيلومترًا (75 ميلًا)، على الرغم من اختلاف المصادر على المسافة الدقيقة.

## جيولوجيا
تتكون المجموعة المخروطية المركزية لآسو من خمس قمم: جبل نيكو، جبل تاكاو، جبل ناكا (وتسمى أيضًا ناكاداك أو ناكا-ديك)، جبل إبوشي، وجبل كيشيما. وأعلى نقطة هي قمة جبل تاكاو، على ارتفاع 1592م فوق مستوى سطح البحر.
يمكن الوصول إلى الجانب الغربي من فوهة بركان جبل ناكا عن طريق البر، ويحتوي على بركان نشط ينبعث منه الدخان باستمرار ويحدث ثورانًا عرضيًا. فقد كانت الحفرة الواقعة في أقصى الشمال (الحفرة الأولى) وكانت نشطة على مدار السبعين عامًا الماضية (1974، 1979، 1984، 1985، 1989، 1991، 2009، 2011، 2015، 2016).
تشكلت البحيرة بركانية(كالديرا) الحالية نتيجة لأربعة ثورات بركانية ضخمة من كالديرا حدثت على مدى 90.000 - 300.000 سنة مضت. تحيط بالكالديرا حوالي (18 كيلومترا) من الشرق إلى الغرب وحوالي (25 كيلومترا) من الشمال إلى الجنوب. وتطفو وجهات النظر من السوما المطلة على كالديرا على الحمم البركانية التي تشكلت قبل النشاط البركاني الذي خلق البحيرة البركانية(كالديرا) الحالية. تغطي المقذوفات الناتجة عن ثوران كالديرا الضخم قبل 90800 عام أكثر من (600 كيلومتر مكعب) وتساوي تقريبًا حجم جبل فوجي، ويعرف بأن هضبة تدفق الحمم البركانية غطت نصف كيوشو.

## تاريخه
حدث الانفجار الذي شكل السوما الحالي منذ حوالي 300000 عام. حدثت أربعة ثورات بركانية واسعة النطاق (أسو 1-4) خلال فترة تمتد من 300000 إلى 90000 سنة مضت. مع انبعاث كميات كبيرة من تدفق الحمم البركانية والرماد البركاني من الغرفة البركانية ، تشكل منخفض ضخم (كالديرا) عندما انهارت الغرفة. كان الثوران الرابع (أسو 4) هو الأكبر، حيث غطى الرماد البركاني منطقة كيوشو بأكملها وامتد حتى إلى محافظة ياماغوتشي، وجبل تاكا، وجبل ناكا، وجبل إبوشي وجبل كيشيما عبارة عن مخاريط تشكلت بعد ثوران كالديرا الضخم الرابع المذكور أعلاه في جبل ناكا ولا تزال نشطة اليوم. من المفترض أن جبل نيكو أقدم من ثوران كالديرا الرابع الضخم. تم استخدام رواسب تدفق الحمم البركانية (طوف الملحوم) لبناء الجسور في المنطقة، ويوجد ما يقارب 320 جسرًا حجريًا مقوسًا في محافظة كوماموتو، بما في ذلك جسر تسوجون كيو وريتاي كيو على نهر ميدوريكاوا، وهما ممتلكات ثقافية وطنية مهمة.